# 3740 Menge
3740 Menge este un asteroid din centura principală, descoperit pe 1 martie 1981 de Henri Debehogne.